# Bolívia a 2022. évi téli olimpiai játékokon
Bolívia a kínai Pekingben megrendezett 2022. évi téli olimpiai játékok egyik részt vevő nemzete volt. Az országot az olimpián 2 sportágban 2 sportoló képviselte, akik érmet nem szereztek.

## Alpesisí
Férfi
| Versenyző                    | Versenyszám            | Eredmény      | Helyezés      |
| ---------------------------- | ---------------------- | ------------- | ------------- |
| Simon Breitfuss Kammerlander | Lesiklás               | 1:48,26       | 34.           |
| Simon Breitfuss Kammerlander | Szuperóriás-műlesiklás | nem ért célba | nem ért célba |

## Sífutás
Távolsági
Férfi
| Versenyző            | Versenyszám | Eredmény | Helyezés |
| -------------------- | ----------- | -------- | -------- |
| Timo Juhani Grönlund | 15 km       | 49:27,0  | 89.      |